# Nashville Sound
Nashville Sound ist eine Vermischung klassischer Country-Musik mit Popmusik-Einflüssen durch eine weitgehend vereinheitlichte Produktionstechnik und einheitliche Arrangements.

## Allgemeines
In diesem Zusammenhang wird mit dem Begriff „Sound“ in der Fachwelt und der Musikindustrie ein weitgehend identisches Klangbild bei den Musikaufnahmen von unterschiedlichen Interpreten bezeichnet. Gelegentlich wird auch eine Verbindung zu einer Örtlichkeit wie beim Motown-Sound oder Mersey-Sound hergestellt, um die Herkunft der Musikstücke zu verdeutlichen. Die zum Nashville-Sound gerechneten Musikaufnahmen weisen jedoch nur eine echte Gemeinsamkeit auf: sie sind in einem der vielen Tonstudios von Nashville aufgenommen worden. In Klangbild, Arrangement und Instrumentierung sind sie jedoch oft heterogen.

## Entstehungsgeschichte
Der Nashville Sound galt als Antwort auf den immer stärker werdenden Rock ’n’ Roll, der besonders auf die konsumfreudige Jugend eine große Anziehung ausübte. Die Fachpresse datiert den Beginn des Nashville Sounds einheitlich auf den 7. November 1956, als Ferlin Husky seinen Hit Gone aufnahm. Ein weiterer Meilenstein war die Aufnahme von Four Walls durch Jim Reeves, die am 7. Februar 1957 entstand. Ingredienzen verstärkten sich bei der Produktion von Oh Lonesome Me / I Can’t Stop Loving You für Don Gibson durch Chet Atkins am 3. Dezember 1957. 
Solange Elvis Presley unter Produzent Steve Sholes in den New Yorker RCA-Studios aufnahm, war das Ergebnis meist Rock & Roll oder Blues. Als RCA 1957 sein mit neuester Technik ausgestattetes Studio B in Nashville eröffnete und hier auch Presley zu produzieren begann, war bei ihm der Einfluss des Nashville Sound unverkennbar. Im Juni 1958 nahm er dort erstmals auf und spielte unter anderem A Fool Such As I ein. Deutlicher wahrnehmbar wurde der Nashville Sound nach seiner Militärzeit ab März 1960, als hier u. a. Make Me Know it und Fame And Fortune entstanden. Zum Leiter des Studios wurde Chet Atkins ernannt, der eine Vielzahl von Studioaufnahmen auch produzierte. Das Studio gehört zu den weltweit bedeutendsten Studios mit über 35.000 hier aufgenommenen Titeln, darunter mehr als 1.000 Top-Ten-Hits in den USA und 150 Presley-Aufnahmen.
Das Time-Magazine berichtete 1960, dass Nashville bereits Hollywood als zweitwichtigstes Plattenproduktionszentrum nach New York City abgelöst habe. Bereits etwa 20 % der Hits des Jahres 1959 hätten ihren Ursprung in Nashville gehabt. Country-Musik habe nunmehr ein städtisches Aussehen, denn die traditionelle Pedal-Steel-Gitarre sei dem Saxophon gewichen. Über 100 Musikverlage, über 200 Komponisten und mehr als 1.000 Instrumentalisten weilten in der Stadt. Der Spiegel inventarisierte insgesamt 20 Aufnahmestudios, deren Abnehmer 26 Plattenfirmen mit vier Presswerken zur Vermarktung von Platten im Wert von 200 Millionen € (1965) beitragen würden. Später wurde das RCA-Tonstudio in RCA Nashville Sound Studio umbenannt, nachweisbar etwa bei Willie Nelsons LP Yesterday‘s Wine, aufgenommen dort im Mai 1971.

## Personelle Grundlagen
Insbesondere wird der Nashville Sound verbunden mit einer Reihe von Personen, die im Hintergrund für die Intonation des Sounds als Studiomusiker verantwortlich waren und sind. Er wird fokussiert insbesondere auf die RCA- und Columbia Records-Tonstudios in Nashville, in denen ab 1956 der Kern des sogenannten Nashville A-Teams beheimatet war. Produzenten wie Chet Atkins, Owen Bradley, Bob Ferguson, Bob Foster oder Bob Moore sorgten – meist unabhängig von den aufzunehmenden Interpreten – gleichzeitig für eine weitgehend einheitliche Besetzung durch Studiomusiker. 
Hierzu gehörten insbesondere Chet Atkins, Harold Bradley, Ray Edenton, Grady Martin und Hank „Sugarfoot“ Garland (Gitarre), Countrykomponist Boudleaux Bryant (Rhythmusgitarre), Pete Drake (Steelgitarre), Bob Moore (Kontrabass), Jethro Burns (Mandoline), Howard Carenter, Lilian Van Hunt und Brenton Banks (Violine), Hargus „Pig“ Robbins und Floyd Cramer (Piano), Boots Randolph (Saxophon), Carl Garvin (Trompete/Klarinette), Danny Davis und William McElhiney (Trompete) und Murray M. „Buddy“ Harman (Schlagzeug). Hinzu kam ein Hintergrund-Chor, meistens rekrutiert aus den Anita Kerr Singers. Mit dieser Besetzung entstanden weitgehend homogene Produktionen mit leichten Popmusik-Strukturen.

## Musikstil
Stilistisch ist der Nashville Sound als Country-Pop einzustufen. Er hat daher zu einem intensiveren Crossover in die umsatzstärkere Pop-Hitparade geführt. Hinzu kam die formlose, entspannte Atmosphäre in den Aufnahmestudios, die dazu tendierten, die klassischen Country-Instrumente Fiddle und Banjo auszulassen und an deren Stelle Saxophon und Mandoline einbrachten. Typisch waren auch die Head arrangements, also spontane und improvisierte – nicht notierte – Partituren in eigentlich zum Pop oder Jazz gehörenden Jamsessions. Der Gesang war weniger nasal und nicht mehr in hoher Tonlage angelegt, ohne schleppende Aussprache bei gleichzeitig unterdrücktem Südstaaten-Akzent („sowbelly accent“). Der Nashville Sound behielt jedoch andere Attribute der Country-Musik, nämlich die Einfachheit, Aufrichtigkeit und Warmherzigkeit.

## Weitere Entwicklung
In dem im September 1970 erschienenen Buch The Nashville Sound: Bright Lights And Country Music weist Autor Paul Hemphill darauf hin, dass auch nicht der Country-Szene angehörige Interpreten wie Buffy Sainte-Marie (LP I'm Gonna Be A Country Girl Again, Juli 1968) oder Bob Dylan (LPs Self Portrait, 8. Juni 1970 und Dylan, 19. November 1973) auf der Suche nach dem Nashville Sound gelegentlich in der Stadt produziert hatten. Anfang der siebziger Jahre brachten „outlaws“ wie Waylon Jennings oder Willie Nelson die Country-Musik wieder mehr zu ihren ursprünglichen Wurzeln zurück, vertrauten seltener auf die angestellten Produzenten und griffen zunehmend auf eigene Studiomusiker zurück, zumal durch den beinahe unverändert bleibenden Personenkreis die Aufnahmen an Individualität und Dynamik verloren hatten. 
Dadurch verlor der Nashville Sound zwar seine musikalische Dominanz, blieb der Musikwelt jedoch erhalten. Obwohl der Begriff von Insidern der Musikindustrie niemals richtig erklärt werden konnte, blieb er ein Schlagwort der Medien und damit eine automatische Werbung für die Stadt. Der Nashville Sound bedeutete eine Entmachtung der Stars. Die Produzenten und die Session-Musiker gewannen an Einfluss. Es kam durchaus vor, dass nachträglich und ohne Wissen des Interpreten Instrumente aus einer Aufnahme heraus- oder in eine hineingemischt wurden. 
Auch die Veränderung durch Hintergrundchöre konnte vom Künstler oft nicht verhindert werden. Einige Musiker lehnten sich schließlich auf und verließen Nashville Richtung Austin, Texas (siehe: Outlaw-Bewegung), oder produzierten ihre Platten in unabhängigen Aufnahmestudios. Das Zeitalter des dominanten Nashville Sounds war Mitte der achtziger Jahre zu Ende, einige Ansätze blieben jedoch bis heute erhalten.